# Justice de Tziganes
Pour plus de détails, voir Fiche technique et Distribution.
Justice de Tziganes (Law of the Lawless) est un film américain réalisé par Victor Fleming, sorti en 1923.

## Synopsis
Une jeune fille d'origine Tatar est achetée par un chef gitan mais son petit ami va le provoquer en duel pour récupérer celle qu'il aime.  

## Fiche technique
- Titre : Justice de Tziganes
- Titre original : Law of the Lawless
- Réalisation : Victor Fleming
- Scénario : Konrad Bercovici, Edfrid A. Bingham et E. Lloyd Sheldon
- Pays d'origine : États-Unis
- Format : Noir et blanc - Film muet
- Genre : drame
- Durée : 70 minutes
- Date de sortie : 1923

## Distribution
- Dorothy Dalton : Sahande
- Charles de Rochefort : Costa
- Theodore Kosloff : Sender
- Tully Marshall : Ali Mechmet
- Fred Huntley : Osman
- Margaret Loomis : Fanutza